# VC-25 (航空機)
VC-25
VC-25 AirForce-One
- 用途：大統領専用機
- 製造者：ボーイング
- 運用者： アメリカ合衆国（アメリカ空軍）
- 初飛行：
1990年8月23日（No.28000）
1990年12月23日(No.29000)
- 生産数：2機
- ユニットコスト：3億2,500万USドル

VC-25は、ボーイング747-200Bをもとに一部設計変更して新造されたアメリカ合衆国大統領の専用機。正式な愛称はないが、通称「空飛ぶホワイトハウス」や「エアフォースワン」と呼ばれる。ボーイングでの機種名は、747-2G4Bとなる（「G4」が、アメリカ合衆国連邦政府発注モデルを表すカスタマーコード）。

## 概要

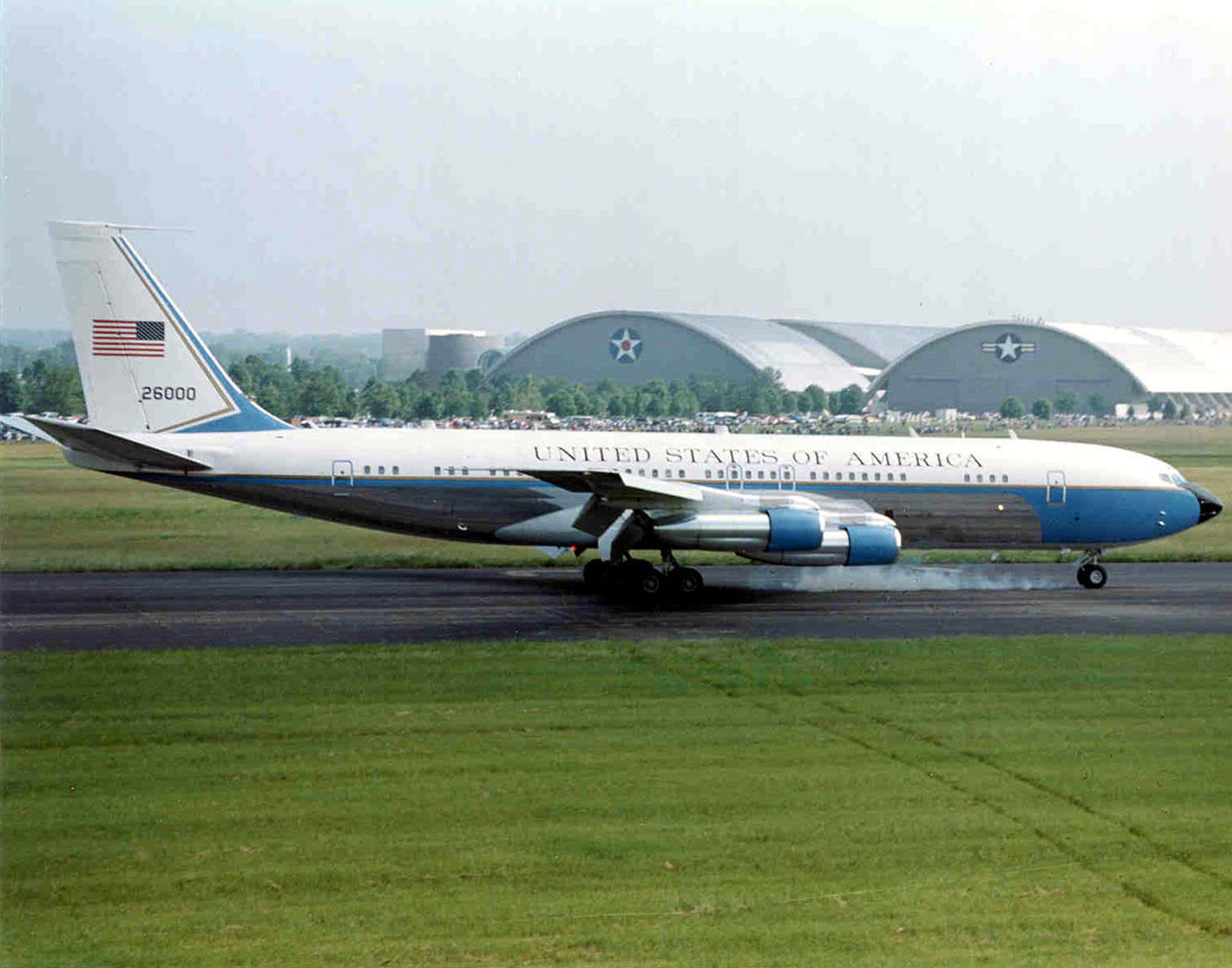
VC-137

VC-25は以前使用されていた大統領専用機VC-137（ボーイング707-320Cの改造機）の後継機として1986年に完成、1987年に初飛行したが、核爆発によって発生する電磁パルス（EMP）対策の追加仕様変更によって納期が遅れ、1990年に引き渡された。初めて使用した大統領はジョージ・H・W・ブッシュである。
この機はメリーランド州アンドルーズ空軍基地に駐屯するアメリカ空軍第89空輸航空団の所属であり、パイロットをはじめとする搭乗員は軍医も含め基本的にすべてアメリカ空軍の軍人である。パイロットの訓練は747の運用実績があるアトラス航空が受託している。

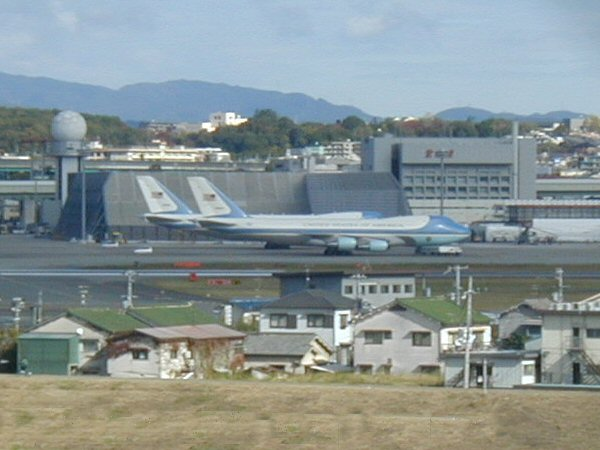
2機ペアで伊丹空港に飛来した大統領搭乗機

ベース機体が旅客機として世界的なベストセラーのボーイング747であるため、世界中の主要空港で整備や部品調達が可能で、毎日のように整備・点検が行われる。たとえ年に一回も搭乗しなかった場合でも、154日（約5か月）に一度は徹底的な整備・検査を行う。
VC-25は2機存在し、それぞれの機体記号は82-8000（テールナンバーは28000）、92-9000（テールナンバーは29000）である。82-8000が大統領の搭乗機として優先的に使用され、92-9000は82-8000が整備中の際の予備機、または副大統領や閣僚の搭乗機として使用される。大統領と副大統領が別の機体に乗るのは、もし1機に墜落などのトラブルが起こった場合でも国家の運営に影響が出ないようにするためである。海外訪問時は搭乗機を特定されないように、またトラブルに備え2機一組で飛ぶ。
「エアフォースワン」という名称は、正確にはアメリカ大統領が米空軍機に搭乗したときに用いられるコールサインである。副大統領が搭乗する時のコールサインは「エアフォースツー」だが、映画『ホワイトハウス・ダウン』の中では「エアフォースワン」とコールされていた。大統領が搭乗しないフェリー移動の場合、VC-25のコールサインは、テールナンバーにちなみ「SAM28000」、「SAM29000」が使用される、なお「SAM」は「Special Air Mission」（特別任務）の略

## 改造した点

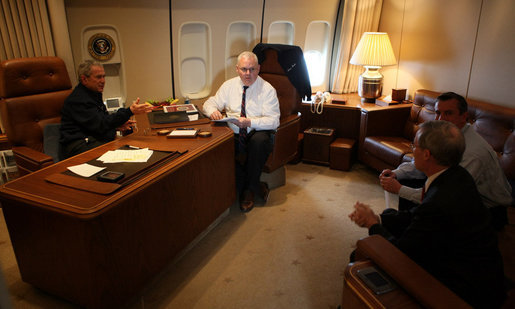
楕円ではないが「オーバルルーム」。
（ジョージ・W・ブッシュ大統領とスティーヴン・ハドリー国家安全保障問題担当大統領補佐官ら政権幹部）

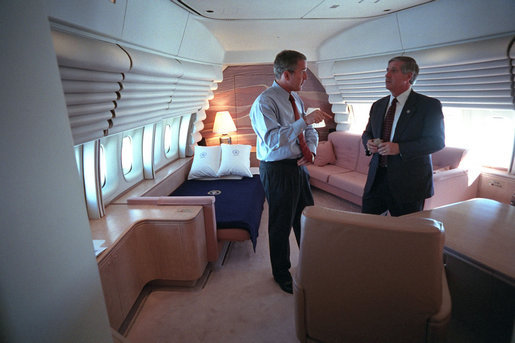
大統領寝室
民間ファーストクラス同様、1階の前方（コックピットの真下）に位置する。ちょうどソファーがベッドとされているのが確認できる。（室内にいるのはジョージ・W・ブッシュ大統領とアンドルー・カード首席補佐官）

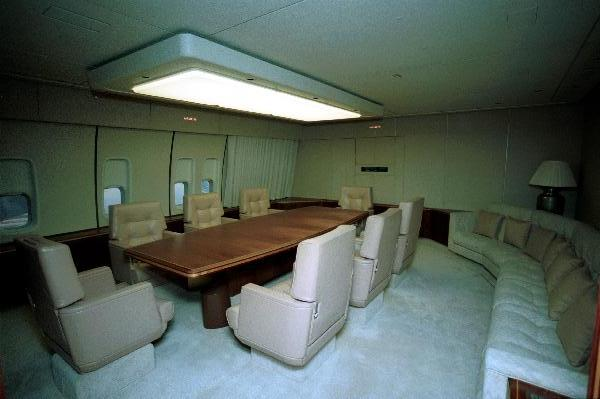
会議室
（テレビ会議システム導入前）

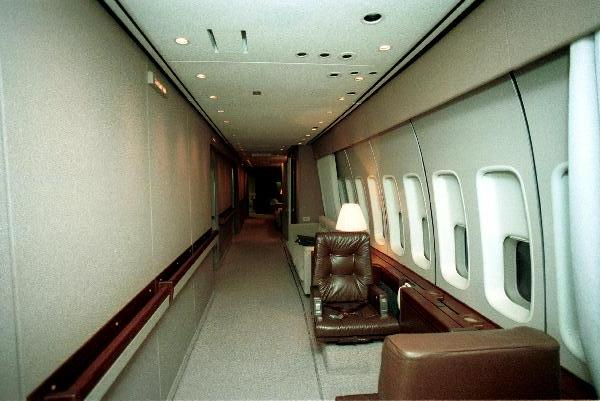
シークレットサービス用座席

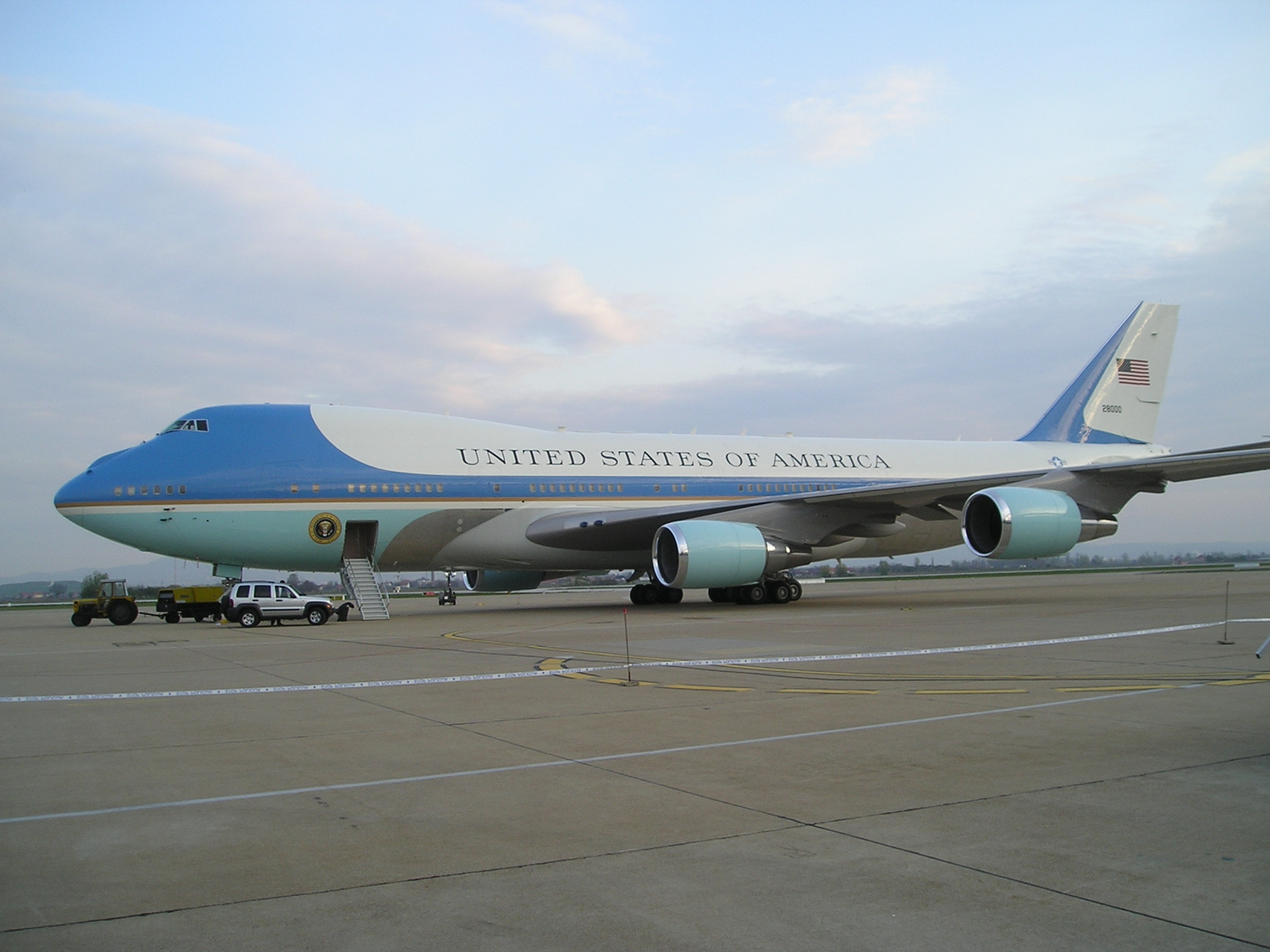
タラップ（エアステア）降下時

VC-25の基本的飛行性能は747-200Bと同様だが、内装にはかなりの変更が施され、様々な貨物を載せていることから、定員は国際線用民間機で350人以上（JAL・ANA国内線機材で500人程）のところ、70席程度としている。
ジョージ・W・ブッシュ大統領任期末期の2008年に入り、内装や機能が後述のテレビ番組を通じて公表される様になったが、安全保障上の問題から、全ては情報公開されておらず、国家機密の部分も多い。以下に747-200Bからの主な変更点を挙げる。
コックピット
VC-25への改造が開始された頃は747-400の製造も開始されたばかりの過渡期 であったため、高度計などの一部計器にはグラスコックピットを装備。機長（CPT。空軍大佐が受け持つ）・副操縦士 (Co-pi。空軍中佐が受け持つ)・航空機関士 （FE）(空軍少佐が受け持つ)の他に、航空士（ナビゲーター）も搭乗する為、航空士用のブースも置かれている。
外装
塗装はVC-137のカラーリングを受け継ぎ、マリンブルー・スカイブルー・白でデザインされている。「UNITED STATES OF AMERICA」の文字入り。垂直尾翼には星条旗が描かれている。
内装
1階席
- 大統領執務室
- 事務室
- 寝室
  - 民間ファーストクラス同様、最前部に配置。
  - ソファーはベッドにもなり、長時間の運航の際には大統領搭乗前からベッドにされる

- 会議室
  - 密閉・防音が可能でいざという時には大統領の手術室にもなる
  - 9・11テロ後には、ホワイトハウスの危機管理室や国防センターとリンクしたテレビ会議システムが導入された。

- 医務室
- シークレットサービス の座席と事務室(ここに、武器も搭載)
- 一般客室
  - マスコミなどの同乗者用

- ビジネスセンター
  - ファクシミリ、コピー機、ワークステーションといった事務機の区域

- ギャレー（2箇所）
  - 機内食の最終的な調理と、ドリンク類の準備を行う

2階席
- 通信室
  - 電話回線（通常回線と盗聴防止用暗号化回線の2種類を用意）・ブロードバンドインターネット回線・衛星テレビも、この通信室を経由する。
  - 様々な通信を可能にするために57のアンテナが機体に設置されており、機内には電話機が87台用意されている（白い受話器は通常回線、ブラウンの受話器は盗聴防止回線）。

収納式タラップ（エアステア）を装備
ボーディング・ブリッジやタラップを用意できない場合に備え、機体の左舷前方に収納式のタラップ（エアステア）が装備されている。
空中給油受油装置および予備燃料タンクの付与
滞空時間を延ばすため、同じ747改造機のE-4と同様に空中給油を受けられる受油装置（フライングブーム式）を装備している。空中給油はできるが、エンジンオイルまでは給油できない。そのため、エンジンオイルに関しては燃料の切れるまで使用できるような改造がされている。公表値では最大72時間の飛行が可能とされている。
また、万一の際の緊急離陸に備え、予備燃料タンクを装備。このタンクだけで1,600kmのフライトが可能。
各種電子機器の追加
機内から政府機関へ指令が行えるように、各種通信機器が追加されている。
電子機器には核兵器の爆発による電磁パルス対策が施されている。
攻撃に対する各種防御装置
対空ミサイル攻撃に対する防御手段として、ミサイル警報装置 や赤外線誘導ミサイルの誘導を妨害するIRジャマーやフレア、チャフなどの装備を有する ほか、防弾のため機体下部を補強している。。
補足
映画『エアフォースワン』や『ニューヨーク1997』に出るような脱出ポッドは装備されていない。
同じ747（-400国際線仕様）をベースにした初代日本国政府専用機とは異なり、会議室や事務室を一般客室に改修することはできない。

## 仕様
- 全長：70.7 m
- 全幅：59.6 m
- 全高：19.3 m
- 最大速度：Mach 0.92
- 巡航速度：Mach 0.85

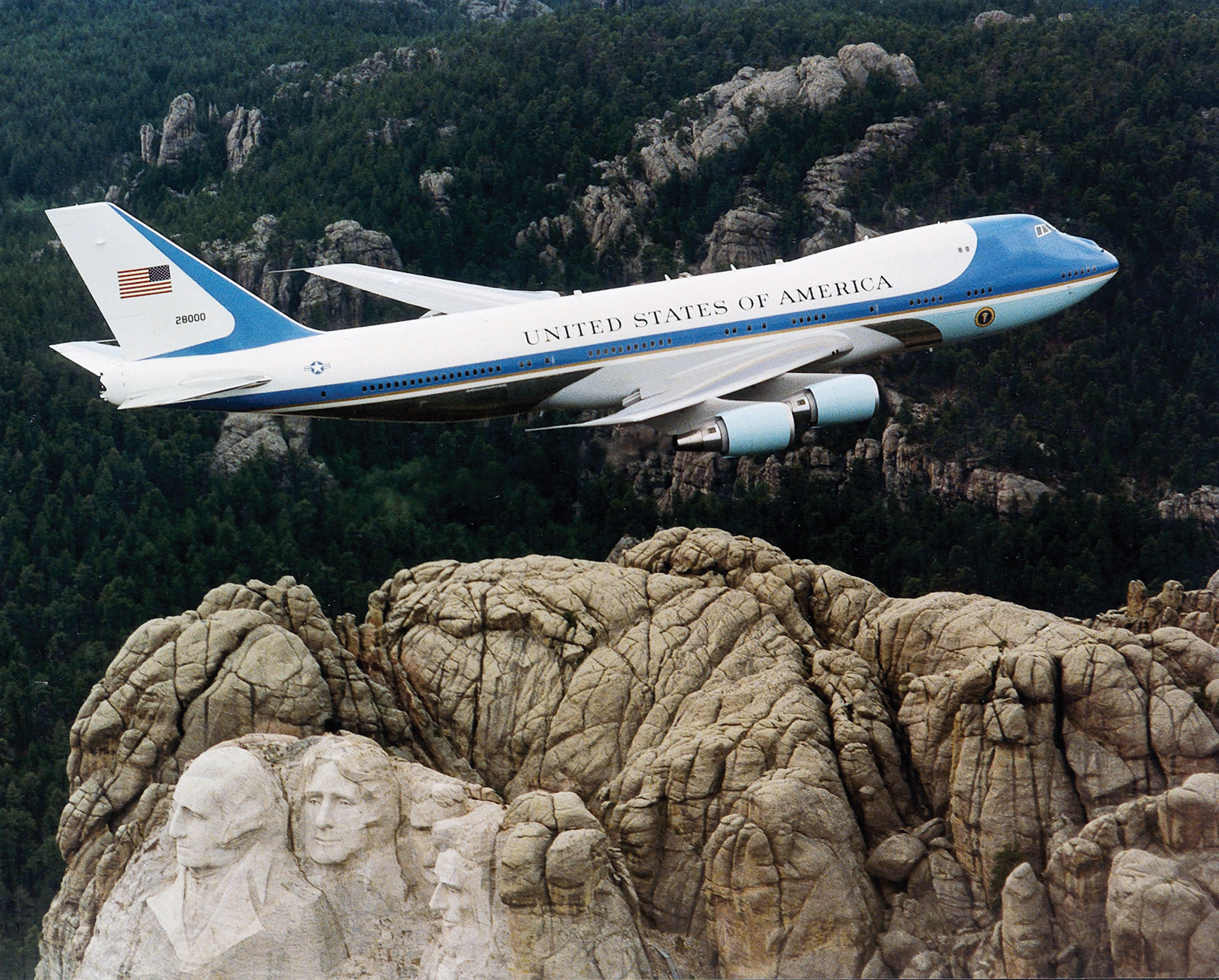
ラシュモア山上空を飛行中のVC-25

- エンジン：GE製 CF6-80C2B1 ターボファンエンジン 4基
- 推力：25,685 kgf×4
- 最大離陸重量：377,349 kg

| 型式         | VC-25A                                                        | VC-25B (747-8i参照値)       |
| ------------ | ------------------------------------------------------------- | --------------------------- |
| 全長         | 70.6 m                                                        | 76.4 m                      |
| 全幅（翼端） | 59.6 m                                                        | 68.5 m                      |
| 全高         | 19.3 m                                                        | 19.5 m                      |
| 最大離陸重量 | 833,000 pounds (377,842 kg)                                   | 987,000 pounds (447,695 kg) |
| 巡航速度     | M0.84                                                         | M0.855                      |
| 航続距離     | 12,600 km                                                     | 14,320 km超                 |
| エンジン     | GE社 CF6-80C2B1型                                             | GE社 GEnx-2B67型            |
| 推力         | 56,700 lbf (252 kN)                                           |                             |
| 乗員         | 26名 （操縦士、機関士、航法士、整備士、客室乗員、通信士など） |                             |

## 運航および整備

### 機体整備
- 毎回運航前には必ず整備が行われ、エンジン・油圧系統・各種防御装置などは隅々まで点検される。
- 特にエンジン・フラップ等の作動装置に関しては、金属の腐食の兆候が見られたら交換される（民間機の場合は数千回のフライトまで持たせる）。
- 機内には、予備部品を積み込む格納庫があり、スペアタイヤも6本積まれる。

### 機内食
- 機内で提供される食事は全日程のものが出発する前に積み込まれる。毒物混入防止の観点から訪問地での調達は禁止。また事前に購入する食材は給仕係自身が身分を隠して一般の店舗から購入したものである。
- 出発する前にアンドルーズ空軍基地の厨房で大まかな下ごしらえをして真空パックで保管し、機内では最終的な調理のみをする。
- 機内にはキッチン（ギャレー）が2つあり、電子レンジやオーブンが備え付けられている。これにより、真空パックの状態で積み込まれた料理ができたての状態で、温かい料理は温かい状態で提供できる。
- キッチンには、大統領やファーストレディ、政権スタッフらの好みのコーヒーの入れ方（ブラックか、砂糖や甘味料が必要か、など）のリストが貼られており、そのリストに従って供される。
- 食器類についても全て統一が図られている。例えば皿などは全て金縁の施された陶磁器製のもの、飲料用のコップはガラス製で大統領の紋章がデザインされたものが用いられている[10]。また、フォークなどの銀食器はナプキンでくるみ、それに紙のリング（輪状の紙）を通してまとめた状態で出される[10]。さらに、ドリンク・ナプキン（紙製のコースター） には、全て「Aboard the Presidential Aircraft」というメッセージが記されている[10]。
- 供される食事のメニューについては、それなりのバリエーションがある模様。例えば後述のナショナルジオグラフィックチャンネルで放送された特集番組“On Board Air Force One”では、そのバリエーションについて「フィレ・ミニョンからマカロニ・チーズ、アップルパイ・ア・ラ・モードまで…」という表現がなされている。また、CNNの記事にも、当該記事を執筆した記者が本機に同行記者団の一員として搭乗した際の機内食のメニューが、味の評価などとともに綴られている[10]。
- “On Board Air Force One”では、バラク・オバマ大統領が初めてエアフォースワンに搭乗した際に食事（夕食）をオーダーする風景も放送された。この時オバマは、ハンバーガーをオーダーしている[11]。この他にも大統領が急にオーダーを出すことがある[8]。

### 国外訪問時の対応
大統領が国外訪問する際には、事前に空軍の人間やシークレットサービスの人間が空港の調査をする。空軍の人間は到着時の機体の位置などを事前に決めたり、補給する燃料のチェックをする。燃料は異物を混入される可能性があるため、指定業者から発注し、他の航空機の燃料とは別に保管する。燃料は保管する前に異物が混入されていないか抜き打ちチェックをされ、それをクリアしてから保管される。保管されるタンクの蓋には開封防止のタグをかけておき、もし使用するまでの間にそのタグが1か所でも取られていたら燃料は使われない。
シークレットサービスや空軍の先遣隊は空港の設備で基準に達していない物がないかをチェックし、改善が必要なら空軍機を利用して取り寄せる。また大統領専用リムジン「ビースト」や警備に必要な銃火器なども事前に訪問地に空軍機で送られ、場合によってはヘリコプターも空輸される。

#### 日本訪問時
主に羽田空港に着陸する。東貨物地区横にあるVIP専用スポットに駐機（タラップ車は民間から借用）し、特にスケジュールが切迫していない限り、大統領が降機すると横田基地にフェリー（回送）して待機する。トランプ政権時代は他の連邦政府高官達も常に横田基地から出入域し問題になった（公用旅券さえも不要で、法的にアメリカから一歩も出ていない扱い）。
羽田では大統領が離日するまで第1・第2・第3ターミナル（旧・国際線ターミナル）の屋外展望デッキも閉鎖される他、ターミナル内や連絡駅（京急・東京モノレール共）構内、周辺鉄道路線のゴミ箱・コインロッカーも使用が停止される（2010年横浜でのAPEC首脳会議では、首都圏全路線のゴミ箱・コインロッカー、みなとみらい線など一部路線では自動販売機の稼働も禁止された）。

## VC-25B選定
VC-25Aの耐用年数は30年といわれており、2017年にその年を迎えた。耐用年数を超えるとパーツの取得が困難になり整備コストも上昇するため、2021年までに後継機を導入することが計画されていた。
アメリカ空軍が発表した概要によると、選定条件は「大陸間の飛行が可能な4発機」とされ、これに該当する旅客機は当時、ボーイング747-8とエアバスA380の2機種で選考の結果、2015年1月28日にボーイング747-8を後継機に選定し、型式はVC-25Bとされた。
機材決定後は内装・システム等の詳細を詰めて、2016年1月29日に次期エアフォース・ワンの購入プログラムで、ボーイングとリスク低減活動の契約を締結し、2016年7月15日に大統領専用機として適切な設計、改修、試験を行う契約を締結したと発表。
なお、購入機数は現行VC-25Aより1機多い3機体制で当初2018年に1機目をアメリカ空軍に引き渡し、その後空軍がテスト運用、実証した上で2023年から大統領専用機として運用する計画だったが、2017年8月、露破綻トランスアエロ航空発注未納新古2機を購入改修することと2024年に遅延することを米空軍が発表し、2020年にボーイングは747-8製造終了を発表、コロナ禍でさらに2026年に遅延となり、2023年3月10日にアメリカ合衆国空軍は第1次トランプ政権時に発表された、アメリカ合衆国の国旗からデザインされた白、赤、青で塗装する外観では、ダークブルーが特定の環境下で蓄熱の可能性があるかどうかを連邦航空局（FAA）での追加試験が必要になることが判明し、現行機を踏襲する塗装となることと、2027年に引き渡し予定が遅延することが発表された。第2次トランプ政権となり、大統領はこの遅延が更に2029年以降（後日、改修技術者の適正審査基準緩和で2027年見込みに修正）というボーイング見込みにいらだち、2025年2月にアメリカ合衆国に国内保管されているボーイング747-8カタール王室専用中古機を大統領が視察したことが報道され、同年5月にアメリカ国防総省がカタール王室から無償贈与を受け、同機改修をL3ハリス・テクノロジーズに改修委託、年内納入を希望し、同機を現行2機と併用する予定でトランプ大統領退任後カタール中古改修機は大統領図書館へ寄贈される見通しと報道された。

## 登場作品

### ドキュメンタリー番組
『シークレット・アクセス：AIR FORCE ONE』
ヒストリーチャンネルにて2008年に制作。
第89空輸航空団のクルーらと共に2008年2月15日-21日のアフリカ歴訪での運航に密着。どのように運航されているかのプロセスを紹介。途中ではブッシュ大統領自らが機内を案内する。
取材中、タンザニアで火山の噴火に遭遇。ブリティッシュ・エアウェイズ9便と同じトラブルを回避するシーンが盛り込まれている。
『On Board Air Force One』
ナショナルジオグラフィックチャンネルにて2009年に制作。
第89空輸航空団の主要クルーや整備士、取材当時現職だったブッシュ大統領へのインタビューを交え、2001年9月11日のフライトや、2003年11月感謝祭での極秘フライト、ブッシュ政権最後の中東歴訪での運航、バラク・オバマ初搭乗までを密着した、ドキュメンタリー番組。
これらの番組制作にあたり、ホワイトハウスや国防総省からの特別な許可を得て、機内コックピットや通信室などの撮影を敢行している。
『Inside Air Force One Secrets Of The Presidential Plane』
チャンネル5にて2019年に制作。
VC-25を初めとした大統領専用機の歴史を紹介するほか、ブッシュ大統領が2008年にイラクを電撃訪問した際の機長へのインタビューなどもある。

### 映画
『2012』
大統領を除く米政府関係者らが「ノアの箱舟」のある中国への移動に使用。その後、中国に押し寄せた巨大津波によって飛行場ごと流される。
『アイアンマン3』
終盤にて、アイアン・パトリオットを装着してローディになりすましたサヴィンに空中で襲撃される。最終的に空中で爆散する。
『インデペンデンス・デイ』
大統領をはじめとする主要人物たちが、エイリアンの攻撃が行われるワシントンD.C.から避難するために搭乗。迫りくる爆炎をギリギリのところで回避し、その後エリア51へ向かう。
『エアフォース・ワン』
大統領を乗せてモスクワからアメリカ本国への帰路についていた最中、カザフスタンの独裁者の解放を狙うテロリストの襲撃を受け、ハイジャックされる。
『エンド・オブ・キングダム』
イギリス首相の突然の訃報を受け、国葬に参列するため、アッシャー合衆国大統領が、バニングやジェイコブズと共にイギリスへ向かうために使用。
『ホワイトハウス・ダウン』
ワシントンDCでのテロを受け、副大統領とそのスタッフを乗せ飛行していたが、テロリストに遠隔操作で地対空ミサイルを撃ちこまれ墜落する。護衛のために随伴していたF/A-18 ホーネットはフレア放出後に散開。

### アニメ・漫画
『学園黙示録 HIGHSCHOOL OF THE DEAD』
全世界に「奴ら（ゾンビ）」が蔓延する中、ホワイトハウスから脱出したアメリカ政府首脳陣が移動に使用するが、機内で「奴ら」が発生したことで最終的に墜落している。

### ゲーム
『ディビジョン2』
リフレクティング・プールに墜落した状態で放置されている。